# 月球錯覺
月球錯覺是對出現在低空的月球感覺比在高空時要大的一種光學錯覺，這種光學錯覺也會出現在太陽和星座上。這種現象在古代就已經知道，並且在許多不同的文化中都有紀錄。如《列子·汤问》中所载的寓言故事“两小儿辩日”。
月亮錯覺最早被提出來的解釋是：接近地表的月亮，周圍有很多的建築物可以作為對比，讓我們具體覺得月亮很大，相反的，高掛天空的月亮，周圍沒有什麼具體讓我們覺得很大的東西當對比(就算有雲，雲的大小對人們而言是不具體的)，因此我們無法具體感受到月亮的大小。這是月亮錯覺的一種解釋。
關於這種錯覺的解釋仍在爭論中。

## 錯覺的證明
一般都相信，至少在西元前4世紀的亞里斯多德就認為，在地平線附近的月球看起來比較大是地球大氣層的放大作用造成的。但這並不是事實：雖然大氣層可以造成月球顏色的改變，但並不能放大或擴張它。事實上，當月球在地平線附近時實際上會比在高空中看到的小1.5%，這是因為它的距離遠了一個地球的半徑，加上大氣層的折射使得影像在垂直方向上縮小了一些（注意對不同的滿月，由於地月距離的變化，月球的角直徑會從在近地點33.5角分到遠地點的29.43角分之間變化著 － 可以造成10%的不同。）
觀測者可以使用經緯儀直接測量滿月的大小，並且會顯示無論月球是升高或降低，它的角度大小是恆定的（忽略由於物理作用提及的非常小的變異）。當月球在不同的高度時所拍攝的照片，也顯示它的大小依然是相同的。
用一個簡單的方法也可以證明這是一種錯覺，即拿一個小物體（就說是1/4英吋寬）並將手臂伸直（約25英吋長），並且閉上一隻眼睛來觀察。調整該物體在手臂上的位置使它的大小看起來正好與月球相同；等月球升到高空後，該物體在相同的位置上依然與月球一樣大，這就顯示月球的大小沒有改變。

## 可能的解釋
在我們的眼中，一個物體的「大小」可以用角大小（它對向眼睛的角度）或實際大小（真實的大小測量，像是公尺）來量度。例如，兩個相同且熟悉的物體，分別被放置在距離5米和10米的距離上，則較遠物體的角大小大約是較近物體的一半，但我們並不會覺得遠處物體小了一半；但若遠物有著一樣的角大小，我們就會覺得遠物大了一倍。
由Hershenson在1989年編輯的月球錯覺（The Moon Illusion）書中，列出了由不同的錯覺研究者撰寫的24個章節，由不同的幻覺研究人員撰寫，得出不同的結論。月球錯覺的來源是來自認知上角大小較大、還是認知上實際大小較大，或者是兩者兼具，目前仍沒有一致的解釋。近代，大多的研究是由專精人類認知的心理學家來進行。在回顧了許多對月球錯覺不同的解釋之後，羅斯和Plug在神秘的月球錯覺（2002年）這本書中指出「沒有任何一個理論獲得決定性的勝利」 他們認為錯覺的大小是可變的，通常可明顯增加約50％。最重要的因素是地形的視線，但其他因素（例如視角，姿勢和眼球運動）的影響則很小。

### 折射與距離
托勒密曾在《天文學大成》藉由大氣層折射來解釋月球錯覺，之後又在《光學》中說此錯覺肇因於視距離，但其解釋仍有爭議。海什木在其著作《光學手册》中（《Book of Optics》，1011-1022 CE），也採用折射做為解釋，但也提出了以人類認知為基礎的論點。他認為人是藉由觀測者和該物體之間一系列不受干擾的其他物體，來判斷一個物體的距離；由於地球和月球中間沒有其它物體，因此人無法精確判斷月球的距離，在地平線附近的月球會顯得較大。基於海什木的解釋，培根、John Pecham和Witelo等人做了進一步的研究，在17世紀後月球錯覺逐漸被認為是一種心理現象。
另一種理論稱為參考點。當月在地平線附近時，通常是用比較常見的背景（像是樹木、電線桿等）做為參考點，因此觀測者看到的月球在這些參考點的比較下顯得較大。而當月球升高以後，觀測者失去了這些作為比較用的參考點，因此會覺得月球比它貼近在地平線附近時要小。

### 視距離假說

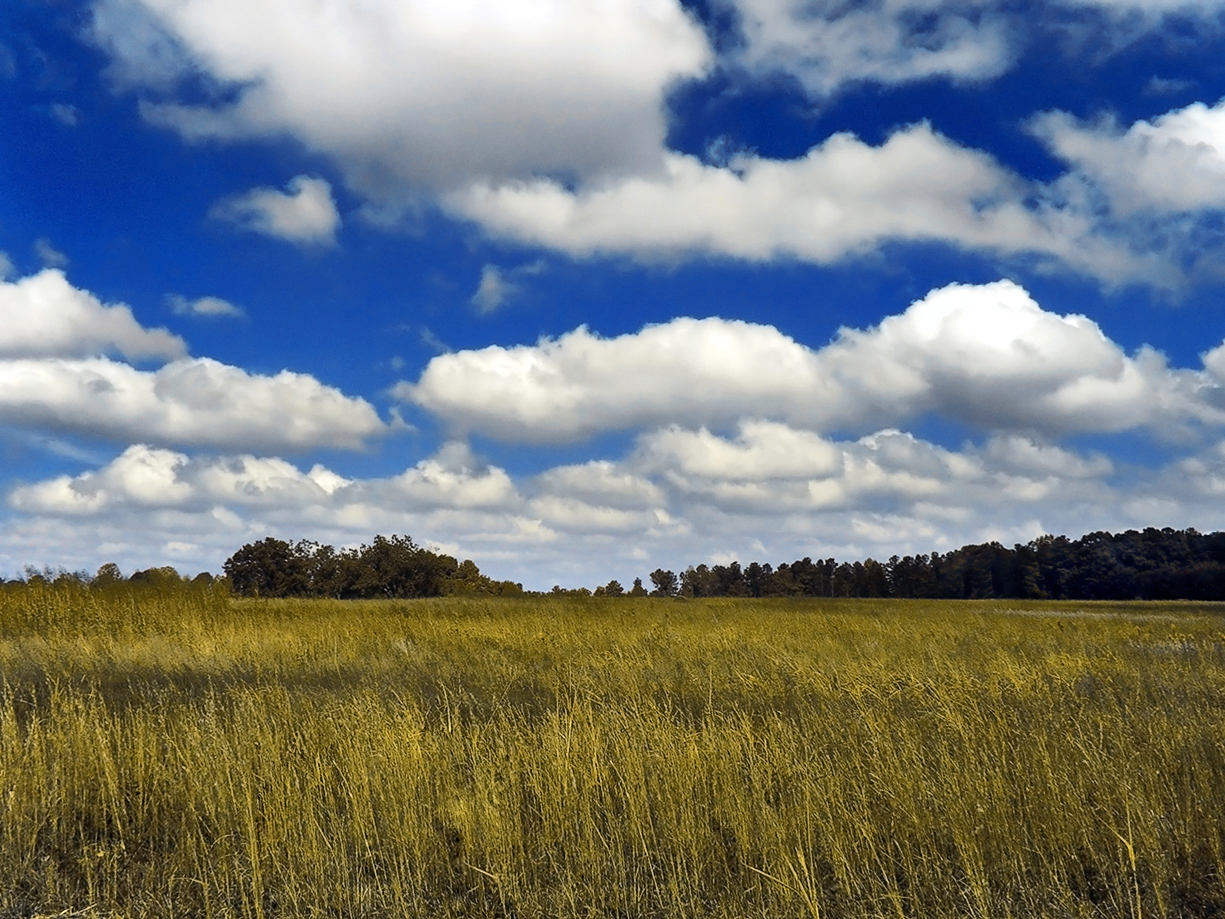
靠近地平線附近的雲，通常離觀測者較遠，而在高空的雲彩距離則較近，這讓人覺得天空像是一個平坦也許略有彎曲的平曲。

大約在西元200年左右，克萊門德（Cleomedes）首先清楚的闡述視距離假說的理論。理論認為在地平的月球看起來大於在高空的月球是因為它看起來感覺比較遠。
當我們觀察像是天空中的雲、鳥和飛機時，它們離地平線較近時，總是比那些在頭上的遠。這也許導致了一個印象，天空是平坦，也許略有彎曲的一個平面，當物體朝向地平線移動時，總是遠離我們而去的。
叔本華在1813年寫道，「月球錯覺完全是理性，而非光學或感官錯覺」。大腦從眼睛接受到視覺訊號，決定月球在靠近地平線時變大是因為「直覺上認為靠近地平線的的物體都較遠，所以比較大」。叔本華也指出，大腦慣於處理在地面上的視角，在水平方向測量物體大小，並同時受到了透視的影響。
如果我們覺得月球是與我們在天空中看見的其他物體鄰近時，我們會期盼他在接近地平線之際也會後退，因而在視網膜上形成較小的圖像。但是，不論它在天空中或是地平線的附近，它在視網膜上形成的圖像是一樣大，我們的大腦，試圖做透視上的補償，便假設在低空的月亮有較大的實際尺寸。
在1962年，考夫曼和洛克在這方面做了廣泛的實驗，顯示出一個關鍵性的因素，即距離模式上的暗示造成了錯覺（參見龐佐錯覺、遠近認知、線性透視、材質梯度）。視覺上，處於遙遠地平線月球，其週遭是遙遠的樹、建築物，這一切都暗示了月球的距離是遙遠的，而這些暗示是處於天頂的月球所沒有的。許多其他研究員的實驗都發現了相同的結果，如果減少暗示遠距離的物體，則本來看起來較大的地平線附近月球變小了。當照片對在天頂的月球增加一些距離遙遠的暗示時，它會顯得較大。 
視距離理論的潛在問題是有少部分的人（大約5%）覺得在地平線附近的月球是既大且遙遠的。多數人（大約90%）認為在地平線附近的月球比較大並且比較接近（Boring, 1962, Hershenson, 1982,  McCready, 1965, 1986, Restle, 1970）；剩下的大多數認為它看起來較大，但距離是一樣的，只有少數幾個人完全沒有月球錯覺。然而，那些覺得較大但沒有較近的人有可能是因為他們知道「月球不可能在靠近地平線時變遠」，他們並沒有意識到這個事實改變了他們的認知。另一種說法也贊同了這個看法，距離並非一個有意識的認知，尺寸及空間感是潛意識的結果。儘管如此，視距離假說是在教科書上最常看到的一種解釋。
贊同視距離假說的人，可能會覺得龐佐錯覺中的線段要不都一樣遠，要不在水平線附近比較遠，因為曾在水平線附近出現的物體真的都比較遠。（對一般高度的雲，在地平線附近的雲比頭頂上的雲的遠100倍）

### 相對大小假說

艾賓浩斯錯覺，兩個在中間的圓事實上一樣大

歷史上，最能夠與「視距離假說」理論對抗的是「相對大小假說」理論。這種情況闡明了一個物體的大小不僅是它在視網膜上的大小，還與他週遭的物體大小有關。在月球錯覺的情況下，鄰近地平線的月球週遭的物體（也就是那些靠近地平線的物體）顯示出的細節使月球看起來較大，而天頂的月球被廣闊空泛的天空所環繞時，使它顯得較小。
艾賓浩斯錯覺的經典說明圖顯示在右側，在較低處中央的圓圈被較小的圓圈環繞著，代表著在地平線附近的月球被許多陪伴著的小物體環繞著；在上部中央的圓圈代表在天頂附近被浩瀚的天空環繞著的月球。雖然在中央的兩個圓圈實際上是一樣的大，但許多人認為在低處的圓看起來比較大。

### 關注角度假說
根據關注角度假說，月球錯覺是伴隨著仰角高度變化導致月球在眼睛中位置的改變造成的。這假設曾經很流行，但現已沒多少支持者。這假說有一個顯著的問題，當一個人改變觀看的角度時（像是躺在另一人的背上），根據這理論月球錯覺將有所改變甚至消失，但事實上其非如此。月球錯覺與頭部仰角無關。

## 外部連結
- A vision scientist reviews and critiques moon illusion theories (and argues for oculomotor micropsia).
- Another careful review of moon illusion research. （页面存档备份，存于）
- A physicist unfamiliar with visual perception offers opinions about current theories （页面存档备份，存于）
- Summer Moon Illusion - NASA （页面存档备份，存于）
- Why does the moon look so big now? （页面存档备份，存于）
- Explanation visual gestalt effects, which may also apply to the moon illusion （页面存档备份，存于）
- Why does the Moon appear bigger near the horizon? （页面存档备份，存于） (from The Straight Dope)
- #moonillusion Moon illusion illustrated
- New Thoughts on Understanding the Moon Illusion
- Four Answers to the Why Question about the Moon Illusion （页面存档备份，存于）
- Father-Son Scientists Confirm Why Horizon Moon Appears Larger （页面存档备份，存于）